# Thái Bình (stad)
Thái Bình is een stad in Vietnam en is de hoofdplaats van de provincie Thái Bình. Thái Bình telt naar schatting 50.000 inwoners.

## Geboren
- Duong Thu Huong (1947), schrijfster van theaterstukken, verhalen en romans